# Ungheni
Ungheni er en by i det vestlige Moldova med et indbyggertal på 30.804 (2014) indbyggere. Byen ligger på grænsen til Rumænien.